# Robert D. Levin

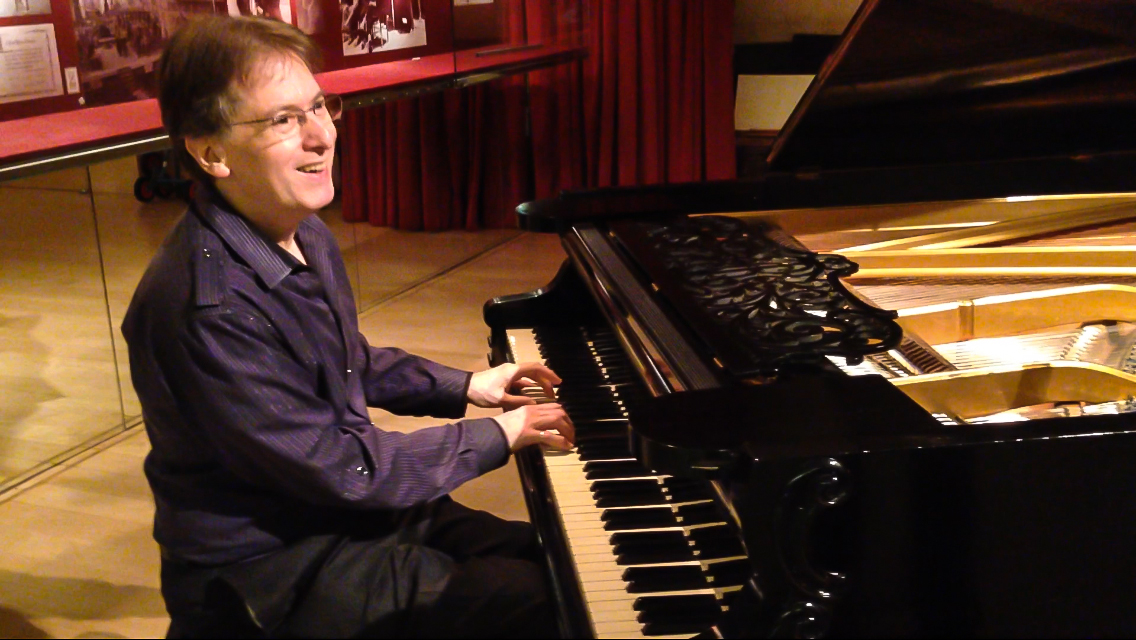
Robert D. Levin (2014)

Robert David Levin (* 13. Oktober 1947 in New York City) ist ein US-amerikanischer Pianist, Musikpädagoge und -wissenschaftler.

## Leben
Levin studierte von 1957 bis 1961 Komposition bei Stefan Wolpe, danach bis 1964 Klavier bei Louis Martin. Parallel dazu war er von 1960 bis 1964 Kompositionsschüler von Nadia Boulanger und Klavierschüler von Alice Gaultier-Léon und Jean Casadesus am Amerikanischen Konservatorium in Fontainebleau. Zusätzlich nahm er Kompositionsunterricht bei Leon Kirchner und besuchte Meisterklassen von Clifford Curzon und Robert Casadesus.
Hiernach studierte Levin an der Harvard University und wurde nach der Graduation (summa cum laude) 1968 auf Empfehlung von Rudolf Serkin Leiter des Fachbereichs Musiktheorie am Curtis Institute of Music. Er hatte diese Stelle bis 1973 inne, erhielt aber 1972 parallel dazu eine Professur an der State University of New York at Purchase, wo er bis 1986 unterrichtete. Daneben war er auf Einladung von Nadia Boulanger von 1979 bis 1983 Resident Director des Amerikanischen Konservatoriums. Von 1986 bis 1993 war er Professor für Klavier an der Hochschule für Musik Freiburg, 1993 wurde er Professor an der Harvard University. 2000 wurde Levin in die American Academy of Arts and Sciences gewählt. Seit 2015 ist er Ehrenmitglied der American Academy of Arts and Letters. 2024 begann er eine Lehrtätigkeit am Institut für Tasteninstrumente der Universität Mozarteum Salzburg.
Als Pianist war Levin seit seiner Jugend aufgetreten, seine eigentliche Laufbahn auf diesem Gebiet begann jedoch erst 1987 mit einem Konzert in der Alice Tully Hall des Lincoln Center. Nachdem er bereits 1986 Aufnahmen mit der Bratschistin Kim Kashkashian und Mozarts Konzert für drei Klaviere mit seinen Freunden Malcolm Bilson und Melvyn Tan aufgenommen hatte, entstand in den 1990er Jahren eine Reihe von Aufnahmen der Mozart-Klavierkonzerte unter Leitung von Christopher Hogwood.
Seine wissenschaftliche Beschäftigung mit dem Werk Mozarts führte zu einer Reihe von Rekonstruktionen von Werken des Komponisten. Beim Europäischen Musikfestival 1991 wurde Mozarts Requiem in der von ihm komplettierten Version unter der Leitung von Helmuth Rilling uraufgeführt. Zwischen 1996 und 2000 entstand seine Aufnahme der fünf Klavierkonzerte Beethovens. Das Repertoire Levins reicht von der Musik des Barock bis zur klassischen Moderne, auch widmete er sich zeitgenössischen Komponisten wie Edisson Denissow und John Harbison.
2018 wurde er mit der Bach-Medaille der Stadt Leipzig ausgezeichnet.

## Aufnahmen
- Robert Levin, Trevor Pinnock, Robert Hill, Peter Watchorn, Edward Aldwell, Evgeni Koroliov. Johann Sebastian Bach: „Keyboard Works“. Cembalo, Organ. Label: Hanssler Classic.
- Robert Levin, Academy of Ancient Music, Christopher Hogwood. Wolfgang Amadeus Mozart: „Piano Concertos K271 & K414“. Hammerklavier nach Walter von Paul McNulty. Label: L’Oiseau-Lyre.
- Robert Levin. Wolfgang Amadeus Mozart: "The Piano Sonatas on Mozart's Fortepiano". Label: ECM Records.
- Robert Levin, John Eliot Gardiner. Ludwig van Beethoven: „Piano Concertos“. Hammerklavier nach Walter von Paul McNulty. Label: Archiv Production.
- Robert Levin, Kim Kashkashian, Robyn Schulkowsky. Paul Chihara, Linda Bouchard, Dmitri Shostakovich. Label: ECM Records.
- Robert Levin. Franz Schubert: „Piano Sonatas“. Johann Fritz 1825, Hammerklavier. Label: Sony Classical.